# Funktionspflege

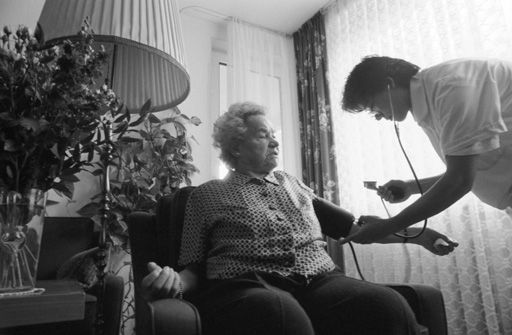
Blutdruckmessen fällt unter die „Medizinische Behandlungspflege auf ärztliche Verordnung“ (§ 37, SGB V) und stellt eine „Sonstige pflegerische Leistung“ dar

Funktionspflege oder funktionelles Pflegesystem beschreibt eine tätigkeitsorientierte Vorgehensweise innerhalb der Arbeitsorganisation der Kranken- und Altenpflege, bei der die pflegerische Maßnahme den Arbeitsablauf innerhalb einer Pflegeeinheit, beispielsweise einer Station, strukturiert. Wesentliches Prinzip der Funktionspflege ist die Fragmentierung komplexer Pflegeaufgaben in Einzeltätigkeiten, die jeweils einzelnen Pflegekräften zugeordnet werden.
Dieses Pflegesystem steht im Gegensatz zum ganzheitlichen Ansatz der prozessorientierten Arbeitsweise der Bezugspflege.

## Tätigkeitsorientierung
Bei der Funktionspflege werden bestimmte grund- oder behandlungspflegerische Einzel-Tätigkeiten nacheinander an allen Patienten beziehungsweise Bewohnern oder innerhalb einer bestimmten Gruppe durchgeführt. Die Funktion steht im Vordergrund. Beispiele hierfür sind Insulin-Injektionen, die von einer Pflegekraft nacheinander allen Patienten oder Bewohnern verabreicht wird, die das Medikament benötigen; oder das Beziehen aller Betten, während das individuelle Bedürfnis des Gepflegten, der in diesem Beispiel eventuell erst später aufstehen möchte, der Organisationsstruktur untergeordnet wird.

## Vorteile
Die Vorteile der Funktionspflege liegen in der Routine, einer klaren hierarchischen Struktur und der eindeutigen Zuordenbarkeit des Ansprechpartners für den Pflegebedürftigen, da lediglich die Stationsleitung oder die Schichtleitung eine andere Aufgabe wahrnimmt als die Mitarbeiter der Pflege.
Das geht einher mit dem Absenken der notwendigen individuellen Qualifikation der Pflegenden. So können auch gering qualifizierte Mitarbeiter besser eingesetzt werden, da ihnen Einzeltätigkeiten unterschiedlicher Schwierigkeitsgrade zugeordnet werden können.
Einarbeitungszeiten für Pflegekräfte, Hilfspersonal und Auszubildende sind kürzer, da Anleitung und Wissen schneller vermittelt werden könen. Für die Funktionspflege ist ein geringerer Anteil an Pflegefachpersonal nötig, da diesem die behandlungspflegerischen Aufgaben isoliert zugeteilt werden können, weshalb es kostengünstiger im Vergleich zur Bezugspflege ist.
Ein weiterer Vorteil kann – in Bezug auf psychische Entlastung für den einzelnen Mitarbeiter – in dem weniger intensiven Dialog mit dem Pflegebedürftigen liegen; insbesondere in Bereichen, in denen die psychische Belastung sehr hoch ist, beispielsweise in der Betreuung Schwerstkranker.

## Nachteile
Für den Patienten oder den Bewohner kann die Anpassung an die Tagesstruktur der Pflege schwierig sein, ständig wechselnde Pflegekräfte erschweren den persönlichen Bezug und den Aufbau eines vertrauensvollen Verhältnisses zur Pflegekraft. Katharina Gröning weist auf die besonderen Schwierigkeiten hin, die durch eine radikale Trennung der Lebenswelten Demenzkranker von jener des Pflegepersonals im von der Funktionspflege gesteckten Rahmen entstehen:

„Als rationales Instrument setzt die Funktionspflege einen rationalen Menschen voraus, der in der Pflege nur in einem sehr geringen Umfang anzutreffen ist.“

Der Koordinationsaufwand ist hoch und die Dokumentation sowie die Planung einzelner Tätigkeiten muss zum Teil mehrfach stattfinden. Das führt zu einer Mehrbelastung der Stations- beziehungsweise Schichtleitungen infolge mangelnden Supports für den erhöhten Aufwand des Koordinierens. Darüber hinaus wird durch die Funktionspflege der Prozesskreis der Pflegeplanung, Pflegedurchführung und der Evaluation bei unverändertem Auftragsmanagement unterbrochen und die Pflegedokumentation sowie der Informationsfluss und ein umfassendes Verständnis der Pflegenden für den Pflegeprozess erschwert.
Insbesondere die Unterforderung des Pflegefachpersonals durch gleichförmige Tätigkeiten, die fehlenden Möglichkeiten zur Anwendung des erlernten komplexen Wissens und die Einschränkung des Entscheidungs- und Handlungsspielraums des Einzelnen senken das Erleben der individuellen Leistung. Der Zeitaufwand für die Funktionspflege ist oft höher als in der Bezugspflege, da auch die Wegezeiten und ablaufbedingte Wartezeiten sich erhöhen.